# Jespák malý
Jespák malý (Calidris minuta) je malý druh jespáka z podřádu bahňáků. Podobá se jespáku šedému, od něhož se liší především bílými proužky na hřbetě (mladí ptáci a dospělí ptáci ve svatebním šatu), černýma nohama, neúplným obojkem na hrudi (střed hrudi bývá bílý) a šedými krajními ocasními pery. Hnízdí v tundře, při průtahu se pravidelně vyskytuje také v České republice.

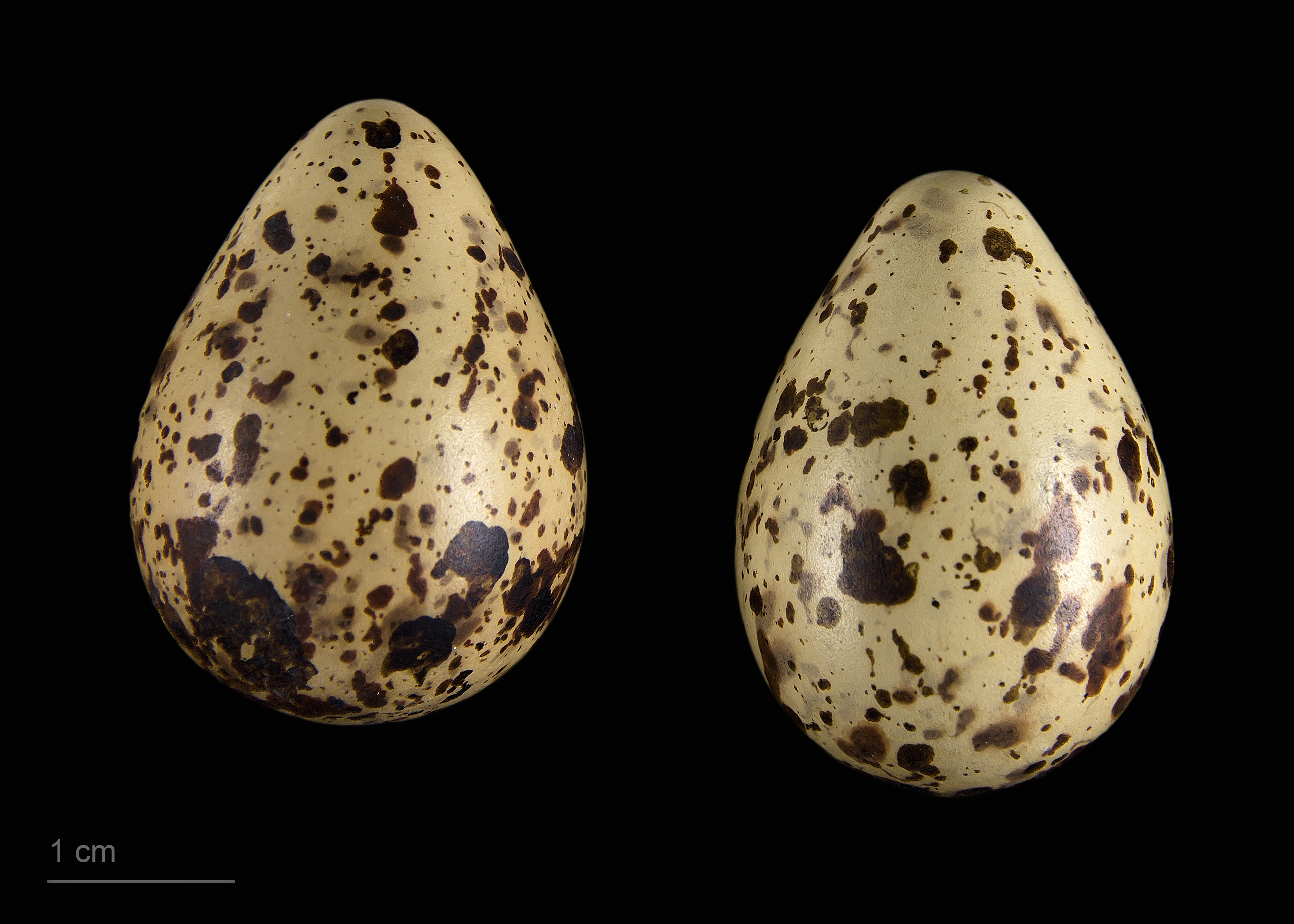
Vejce jespáka malého (Calidris minuta)
- Calidris minuta